# Cachoeira do Arari
Cachoeira do Arari är en kommun i Brasilien.   Den ligger i delstaten Pará, i den nordöstra delen av landet, 1 700 km norr om huvudstaden Brasília. Antalet invånare är 20 460. Cachoeira do Arari ligger på ön Ilha de Marajó.
Omgivningarna runt Cachoeira do Arari är huvudsakligen savann. Runt Cachoeira do Arari är det mycket glesbefolkat, med 5 invånare per kvadratkilometer.